# 山地部落
山地部落是在泰國使用的一個術語，指主要居住在泰國北部和西部高山地區森林的所有各種族群。包括阿卡人、瑤族和拉威族。
他們通常不是佛教徒，以刀耕火種為主要生產方式（不同於泰人的水稻種植），與占主導地位的泰族相比，山地部落處於嚴重的不利地位。《曼谷郵報》2013 年的一篇文章稱，“近一百萬山地人和森林居民仍被視為外來者——甚至是罪犯，因為大多數人生活在受保護的森林中。被視為國家安全威脅，數十萬人被拒絕公民身份，儘管許多人是這片土地的當地人”。
部分人通过種植鴉片获取收入。